# Superior (Iowa)
Superior es una ciudad ubicada en el condado de Dickinson en el estado estadounidense de Iowa. En el Censo de 2010 tenía una población de 130 habitantes y una densidad poblacional de 123,63 personas por km².

## Geografía
Superior se encuentra ubicada en las coordenadas 43°26′1″N 94°56′48″O / 43.43361, -94.94667. Según la Oficina del Censo de los Estados Unidos, Superior tiene una superficie total de 1.05 km², de la cual 1.05 km² corresponden a tierra firme y (0%) 0 km² es agua.

## Demografía
Según el censo de 2010, había 130 personas residiendo en Superior. La densidad de población era de 123,63 hab./km². De los 130 habitantes, Superior estaba compuesto por el 99.23% blancos, el 0% eran afroamericanos, el 0% eran amerindios, el 0% eran asiáticos, el 0% eran isleños del Pacífico, el 0% eran de otras razas y el 0.77% pertenecían a dos o más razas. Del total de la población el 1.54% eran hispanos o latinos de cualquier raza.